# 石原伸晃
石原 伸晃（いしはら のぶてる、1957年〈昭和32年〉4月19日 - ）は、日本の政治家。自由民主党東京都支部連合会最高顧問。
衆議院議員（10期）、近未来政治研究会（石原派）会長、自民党外交調査会長代行、規制改革担当大臣（第1次小泉内閣・第1次小泉第1次改造内閣）、国土交通大臣（第3・4代）、自民党金融調査会長、衆議院法務委員長、自民党政務調査会長（第49代）、自民党幹事長（第45代）、環境大臣（第19代）、内閣府特命担当大臣（原子力防災・経済財政政策）、自民党たばこ議員連盟副会長、自民党外交再生戦略会議議長、内閣官房参与（観光立国その他特命担当）等を歴任。日本の印章制度・文化を守る議員連盟（はんこ議連）会員。
父は参議院議員（1期）、環境庁長官（第8代）、運輸大臣（第59代）、東京都知事（第14代・第15代・第16代・第17代）、衆議院議員（9期）、日本維新の会代表、共同代表、次世代の党最高顧問等を歴任した石原慎太郎。叔父は俳優の石原裕次郎。

## 経歴

### 生い立ち
神奈川県逗子市生まれで鎌倉市立御成小学校、慶應義塾普通部、慶應義塾高等学校を経て、慶應義塾大学文学部社会学科（都市社会学専攻）を卒業した。大学時代の部活は日本正統少林寺拳法部の主将を務めていた。大学在学中、エルマイラ大学（アメリカ合衆国ニューヨーク州エルマイラ）に9ヶ月間短期留学した。2005年にはエルマイラ大学から、ブッシュ政権の労働長官を務めたイレーン・チャオとともに名誉博士号を授与された。大学卒業後、1981年、日本テレビ放送網に入社して報道局に入局し、大蔵省や外務省、首相官邸等を担当した。1989年に日本テレビを退社した。

### 政界へ
1990年、第39回衆議院議員総選挙に旧東京4区（定数5）から無所属で立候補し、自由民主党の粕谷茂に次ぐ得票数2位で初当選した。当選後は自民党に入党して安倍派に入会した。1993年の第40回衆議院議員総選挙で、新党ブームに押されるも得票数5位で再選される。1994年に自民党財政部会長として、保険業の規制緩和、自由化、健全性の維持を目的とする保険業法の56年ぶりの大改正をまとめる。1996年の第41回衆議院議員総選挙で、東京8区から自民党公認で立候補し、後に杉並区長に転出する新進党の山田宏を約7千票差で下して3選される。1996年に第2次橋本内閣で通商産業政務次官に任命され、愛知万博の誘致を成功させる。1998年の金融国会で金融再生関連法案の成立に尽力した。官僚に依存せずに民間の知恵を活用して独自の政策を立案する若手議員として「政策新人類」に名を連ねる。1996年に三塚派（安倍派の後身）を退会して加藤派に入会する。2000年の加藤の乱で、首相の森喜朗らに対する政権批判の急先鋒として内閣不信任決議案の採決を欠席した。加藤の乱の後に分裂した加藤派を退会し、2007年まで無派閥であった。

### 小泉政権
2001年、第1次小泉内閣で規制改革担当大臣に任命されて初入閣し、「行政改革を推進するため行政各部の所管する事務の調整」を担当する国務大臣も兼任して第1次小泉第1次改造内閣まで務める。内閣の注目人事の一人として注目を浴び、天下りや無駄遣いの温床となっていると批判が強かった特殊法人等の改革を断行した。2003年に発足した第1次小泉第2次改造内閣で国土交通大臣、「首都機能移転の具体化に向けた検討を推進するため行政各部の所管する事務の調整」や「観光立国を実現するための施策を円滑に推進するため行政各部の所管する事務の調整」を担当する国務大臣を兼任する。国交相在任中は主に道路公団問題等に取り組み、民営化に強く反対していた道路公団総裁の藤井治芳を更迭した。民間活力の導入によるサービスの向上を目指してETCの普及を拡大し、ETCを活用したスマートインターを導入した。2004年、第2次小泉改造内閣発足に伴い国交相を退任し、党金融調査会長に就任した。2005年には長らく古賀誠ら道路族がそのポストを占めていた党道路調査会長に就任した。

### 第1次安倍政権から麻生政権にかけて
2006年、総裁・安倍晋三の下で幹事長代理に就任した。2007年の党役員人事では自民党政務調査会長に起用され、初めて党三役入りし、12月に山崎派へ入会した。2008年、福田康夫の辞任に伴う自由民主党総裁選挙に史上最年少で立候補するが、得票数4位で落選した。新たに総裁となった麻生太郎の下で再び幹事長代理に就任した。2009年7月、自民党は東京都議会議員選挙で大敗し、東京都連会長の伸晃は、敗北の責任を取り都連会長を辞任する意向を表明したが、第45回衆議院議員総選挙の期日が近く辞任は了承されなかった。8月の第45回衆議院議員総選挙で、東京8区で社会民主党前職の保坂展人を破り、7選される。選挙後の自由民主党総裁選挙では谷垣禎一の推薦人に名を連ねた。

### 谷垣体制

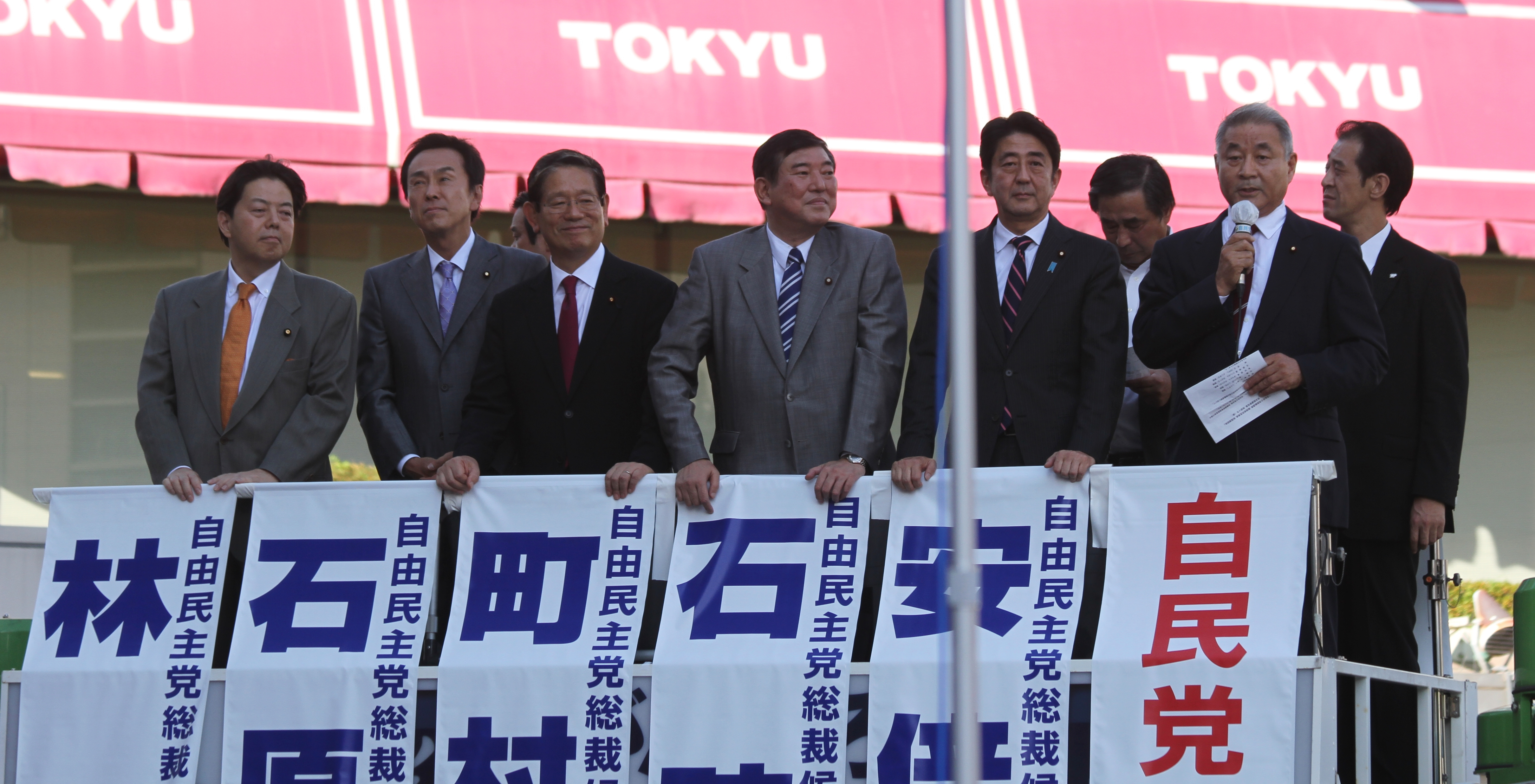
2012年9月16日、長野県長野市での自由民主党総裁選挙の街頭演説にて林芳正、町村信孝、石破茂、安倍晋三らと

谷垣執行部で国民運動本部長に起用された、東京都連会長に再任される。2010年4月、政権力委員会発足に伴い、本部長代理に就任する。9月の党役員人事で東京選出議員として初の自民党幹事長に起用された。2011年の党役員人事で幹事長に再任される。2012年9月、自由民主党総裁選挙に二度目の立候補をする。9月26日の総裁選で、1回目の投票で96票を獲得したものの得票数は5人中3位であった。

### 第2次安倍政権以降

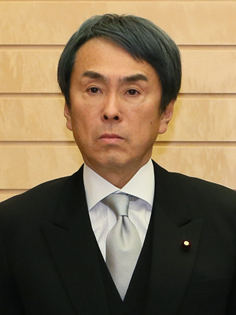
2016年1月28日、内閣総理大臣官邸にて

2012年12月の第46回衆議院議員総選挙では、東京8区で無所属で俳優の山本太郎や民主党公認で前参院議員円より子らを破り、8選される。選挙後に発足した第2次安倍内閣で環境大臣、内閣府特命担当大臣（原子力防災）に任命された。福島第一原発事故によって拡散した放射性物質の除染作業を進めるとともに、除染廃棄物を保管する国の中間貯蔵施設建設に道を拓いた。近未来政治研究会を山崎拓から継承し、同会第2代会長に就任した。2014年9月の内閣改造で閣僚を退任し、自民党中小企業・小規模事業者政策調査会会長に就任した。12月の第47回衆議院議員総選挙で9選される。
2016年1月28日、第3次安倍第1次改造内閣の甘利明経済財政担当相の辞任を受けて後任の内閣府特命担当大臣（経済財政政策）に就任し、「経済の再生を政府一体となって推進するため企画立案及び行政各部の所管する事務の調整」や「社会保障及び税に関する改革を一体的に推進するため企画立案及び行政各部の所管する事務の調整」を担当する国務大臣も兼任した。日本経済の基盤ともいえる自由貿易体制の維持・発展のために重要な環太平洋戦略的経済連携協定 (TPP) の承認と関連法案を成立させた。認証時に天皇がフィリピン訪問中のため、閣僚認証式は国事行為臨時代行中の皇太子徳仁親王が行った。閣僚の認証式が臨時代行されるのは平成年度で初であった。同年8月3日、東京都知事選挙の党推薦候補の敗北を受けて都連会長を辞任。後任には下村博文が就いた。
2017年10月の第48回衆議院議員総選挙で10選。自民党中央政治大学院学院長、自民党外交再生戦略会議議長に就任する。
2019年1月11日、自民党金融調査会顧問に就任し、10月に自民党外交調査会長代行に就任した。自民党総務、自民党住宅土地・都市政策調査会会長、自民党税制調査会副会長、自民党外交戦略委員長に就任した。

### 落選
2021年10月31日の第49回衆議院議員総選挙（東京8区）で立憲民主党公認候補で新人の吉田晴美に敗れた。自民党は比例東京ブロックで6議席を獲得したが、76.729％で8番目の惜敗率であった為、比例復活出来ずに落選した。比例東京ブロックで自民党の最後の議席を獲得したのは同じく小選挙区で落選した弟の宏高であった。同選挙区は石原と吉田のほかに元自民党員で日本維新の会公認候補の笠谷圭司（元三田市議会議員）も立候補しており、石原陣営は投票前に「自民党への票を食い荒らし、勝敗を左右しかねない」と警戒していた。石原が吉田に差をつけられた票数は、同じく笠谷が獲得した票数よりも小さかった。12月3日、内閣官房参与（観光立国その他特命担当）に就任。
内閣官房参与就任前年の11月17日に石原が代表を務める自民党東京都第8選挙区支部がコロナ禍における困窮事業者向けの雇用調整助成金を受領していたことが、東京都選挙管理委員会が公表した政治資金収支報告書で明らかとなり、12月7日配信の『AERA dot.』が「専門家から疑問の声」と報道（後述）し、12月10日に就任から8日で辞任した。4日間分の給与・10万余円も受領を辞退した。
12月16日に約9年務めた近未来政治研究会会長を退任して、後任に森山裕が就任し、石原派は森山派へ衣替えした。
2022年2月1日、父の石原慎太郎が東京都大田区の自宅で死去（満89歳）。同年3月8日、母の石原典子も死去（満84歳）。伸晃が葬儀で喪主を務めた。
2023年6月27日、自民党本部で記者会見し、次期衆院選への不出馬を表明した。「新しいリーダーをそろそろ作っていかなければならないと考え、今回の決断に至った」と説明した。政界引退は否定し、2年後の参院選で東京都選挙区での立候補を目指す考えを示した。
2025年6月23日、『深層NEWS』（BS日テレ）に出演し、夏の参院選に出馬せず、政界を引退する考えを明らかにした。

## 政策・主張

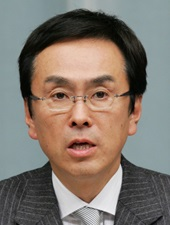
2012年

### 憲法
- 憲法改正について、2017年のアンケートでは「賛成」と回答[20]。2021年のアンケートでは「どちらとも言えない」と回答[21]。

- 憲法9条への自衛隊の明記について、2021年のアンケートで「どちらかといえば賛成」と回答[22]。

- 憲法を改正し緊急事態条項を設けることについて、2021年の毎日新聞社のアンケートで「賛成」と回答[23]。

### 外交・安全保障
- 安全保障関連法の成立について、2017年のアンケートで「評価する」と回答[20]。

- 「他国からの攻撃が予想される場合には敵基地攻撃もためらうべきではない」との問題提起に対し、2017年、2021年のアンケートで「どちらとも言えない」と回答[20][21]。

- 「北朝鮮に対しては対話よりも圧力を優先すべきだ」との問題提起に対し、2017年のアンケートで「賛成」と回答[20]。2021年のアンケートで「どちらとも言えない」と回答[21]。

- 普天間基地の辺野古移設について、2021年のアンケートで「どちらかと言えば賛成」と回答[21]。

- 徴用工訴訟などの歴史問題をめぐる日韓の関係悪化についてどう考えるかとの問いに対し、2021年の毎日新聞社のアンケートで「政府の今の外交方針でよい」と回答[23]。

- 2010年2月22日の「竹島の日」記念式典に党代表として出席した[24]。

- 村山談話・河野談話を見直すべき。

### ジェンダー
- 選択的夫婦別姓制度の導入について、2014年のアンケートでは「反対」と回答[25]。2017年、2021年のアンケートでは「どちらとも言えない」と回答[20][21]。

- 同性婚を可能とする法改正について、2017年のアンケートで「どちらとも言えない」と回答[20]。2021年のアンケートで「反対」と回答[22]。

- 「LGBTなど性的少数者をめぐる理解増進法案を早期に成立させるべきか」との問題提起に対し、2021年のアンケートで「どちらとも言えない」と回答[21]。

- クオータ制の導入について、2021年のアンケートで「どちらかといえば反対」と回答[22]。

### その他
- アベノミクスについて、2017年のアンケートで「評価する」と回答[20]。

- 安倍内閣による森友学園問題・加計学園問題への対応について、2017年のアンケートで「評価する」と回答[20]。両問題における安倍晋三首相や関係府省の説明は十分だと思うかとの問いに対し、2017年の毎日新聞社のアンケートで「十分だ」と回答[26]。

- 森友学園への国有地売却をめぐる公文書改竄問題で、2021年5月6日、国は「赤木ファイル」の存在を初めて認めた[27]。しかし5月13日、菅義偉首相はファイルの存在を踏まえた再調査を行わない考えを報道各社に書面で示した[28]。9月の自民党総裁選挙で総裁に選出された岸田文雄も10月11日、衆議院本会議の代表質問で再調査の実施を否定した[29]。国の対応をどう考えるかとの同年の毎日新聞社のアンケートに対し「さらに調査や説明をすべき」と回答[23]。

- 「ドナルド・トランプ大統領を信頼できるか」との問いに対し、2017年の毎日新聞社のアンケートで「信頼できる」と回答[26]。

- 「原子力発電への依存度について今後どうするべきか」との問題提起に対し、2021年のアンケートで「現状を維持すべき」と回答[22]。

- 「女性宮家」の創設に反対。

- 国土交通大臣時代、日本道路公団総裁の藤井治芳を解任した。藤井は解任取消を求めて東京地方裁判所に提訴。2006年9月6日に解任処分は相当であるとの判決が下された[30]。

- 2008年10月26日にNHKの番組に出演し、金融危機で経営不安に陥っている金融機関への資本注入を実現する金融機能強化法改正案に関して、「法律の中には銀行（「新銀行東京」と「金融危機で苦しんでいる銀行」）に区別はない」と述べ、2008年秋の世界的な金融危機とは無関係に経営が行き詰まっている新銀行東京も対象に含まれるとの見解を示した[31]。

## 発言

### 河野談話
2012年9月14日、自由民主党総裁選挙の立候補者5人による共同記者会見で、河野談話について評価した上で「広義においてはそういうこと（強制連行）もあったんではないかとうかがえる文面になっている。そこに知恵があった」と述べた。

### 尖閣諸島
2012年9月11日のテレビ朝日系『報道ステーション』で、中国による尖閣諸島侵攻の可能性を問われ、「攻めてこない。誰も住んでいないんだから」と断言した。産経新聞は「国家主権に関わる領土問題について認識の甘さを露呈」と批判的に報じた。

### 原発
- 2011年6月6日放映のテレビ朝日系『ビートたけしのTVタックル』で、汚染土壌の保管先について「福島第一原発の『サティアン』のあるところにしか持っていけませんよ！」と発言していたと報じられた[34]。
- 2012年9月13日、TBS系のテレビ番組で、東京電力の福島第一原発事故により汚染された土壌の保管先について「福島原発第一サティアンしかない」と発言した。オウム真理教が、教団関連施設をサティアン（サンスクリット語で「真理」）と呼称していた為、「配慮を欠く発言との批判も出かねない」と報じられた[35]。自民党参議院議員の佐藤正久はツイッターで、「石原幹事長、ちょっと言葉に気をつけた方がよい。第一原発で安全化のために酷暑の中で働いている方々はどう思うだろうか？」と述べた[34]。2012年9月13日夜、石原自身はこの失言について「福島第一原発というつもりだった。単なる言い間違えだ」と釈明した[36]。
- 2014年6月16日、官邸で記者団に対し、東京電力の福島第一原発事故に関する除染廃棄物を保管する国の中間貯蔵施設建設について「最後は金目（かねめ）でしょ」と発言した[37]。
- 前大熊町長・渡辺利綱氏は中間貯蔵施設（大熊町、双葉町）の建設受け入れに至るほぼ全ての流れを知る数少ない"証人"の一人として福島民友新聞で語った。「石原大臣はいつも『自分の任期中に頼まれたことは実現する。そのためにはお金が必要だ。それは自分が財務省から引っ張ってくる』と言っていた。それがぽろっと出たのだろう。その気持ちは分かっていたし、実際にいろいろ町のためにしてくれたことはたくさんあり、逆に『この失言で辞めてもらっては困る』という感じだった」「確かに環境大臣として駄目な発言だった。すぐに環境省のトップクラスの人から『町長、失言して申し訳ないけれども、実は本心はこうなんだ』と連絡があった。『いや、われわれも分かっているから』と。続いて環境大臣になった人たちは失言もしないけれども仕事もしなかったという印象だ」

### 宗教
2011年9月10日の青森県弘前市の講演で、アメリカ同時多発テロ事件について「産業革命から続いた西欧文明、キリスト教支配に対するイスラム圏の反逆で、歴史の必然として起きた出来事ではないか」と述べた。
イスラムと国際政治を専門とする静岡県立大学国際関係学部准教授の宮田律は「欧米とイスラム世界の衝突があったときに、『歴史の必然』なんて言ったら、対立構造は残ってしまう。自民党の幹事長たる人がそういうことを言うのは、無責任」、「政治家としての主体的な努力を、一切放棄した発言に聞こえる」、「昔から言動に軽さの目立った石原君のことですから、感覚的に深い主張もなく、『歴史の必然』なんて言ったんでしょう」と週刊朝日の取材に対して答えた。また、週刊朝日において、「宮田と石原は大学時代の同級生である」と報じられた。
作家の高杉良は、自民党の「軽い政治家」の例として石原の名を挙げており、「9・11のことを『歴史の必然』などと発言しているでしょう。そんな程度の幹事長です。軽すぎますよ」と評している。

### その他の発言
- 2011年6月14日、自民党幹事長在任時の記者会見で、福島第一原子力発電所事故後の反原発の動きについて「あれだけ大きな事故があったので、集団ヒステリー状態になるのは心情としては分かる」と述べた[42]。
- 脳死臓器移植法の採決に際して、自身の長男が心臓の毛細血管の病気で脳に血液が回らなくなった際に、医師に「意識はなくても人工心臓を着ければ成長はする」と言われたエピソードを紹介し、「赤ちゃんだって尊厳はある。尊厳なくしては人間ではない。その時から、脳死は人の死だと思った」と発言し、脳死を尊厳死の一つとして理由づけた[43]。
- 2012年2月6日、スポニチに“BS朝日のテレビ番組で、胃ろう措置について「人間に寄生しているエイリアンが人間を食べて生きているみたいだ」と発言した”と報じられた。しかし、石原本人は、「間違いだ。しっかりとセンテンスを見ていただきたい」と2月7日の会見で反論した[44]。また、「私は人間の尊厳を重んじなければならないと絶えず言っていて、私自身もそういうこと（胃ろう措置）は夫婦の間で行わないと決めている」と述べた。厚生労働相の小宮山洋子は「病気の方、ご家族に不快な思いをさせる言葉の使い方は慎重であってほしい」と石原を批判した[44]。
- 自民党が2011年3月23日に子ども手当のつなぎ法案に反対する方針を固めた際、幹事長であった石原は「児童手当に戻しても大した混乱は起きない。子供を社会でつくろうというポル・ポト派と一緒の考えに与するわけにはいかない」と述べた[45]。
- 2011年9月10日、青森県弘前市での講演で、当時経済産業大臣だった鉢呂吉雄が福島県の被災地を視察したあとの一連の発言をめぐって、「万死に値する」とした[39]。
- 2012年7月3日、民主党の内紛で停滞する国会を、「本来なら民主党が『特別委員会をいつまでにつくります』というのがあって然るべきだが、脳死ですね」と記者会見で発言した。しかし、「全く機能不全。ひどすぎる」と言い直した。だが、「患者家族の批判招く可能性がある」と報じられた[46]。9月11日には「報道ステーション」の特集『総裁選候補者に聞く』で「たとえば、40万人に受給者が増えた生活保護費。これは生活保護ビジネスみたいなものがあって、5万円以上の家賃をはらってタコ部屋みたいなところに押し込まれてる人はかわいそうです。東京都なんかはですね、廉価でまあ5千円程度なんですけども、都営の住宅をこれは2LDKぐらいの60平米ぐらいのところを供給している。こういうもので本当に困っている人たちに衣食住、手を差し伸べる。やっぱりそういうものに変えていけば、『ナマポ』、古舘さんもご存知だと思うが『ゲットしちゃった』『簡単よ』『どこどこに行けば簡単にもらえるわよ』、こういうものを私は是正する事が出来ると思う」と発言した。
- 2019年5月21日、自民党本部で開かれた党外交調査会と韓国国会議員団との会談で、議員団に「おいでになった目的は何ですか？」と、突き放すように質問した[47]。
- 2020年6月11日、石原派の会合で自民党内に『消費税をゼロにする』と主張する者がいることに対し、「消費税ゼロなんてことを言ったら、どこかの政党と一緒だ。自民党は保守政党。私たちはその矜持を持って、国民から直接声を聞いて、本当に国民が望んでいる政策を取りまとめていきたい」と発言した[48]。

## 人物・逸話

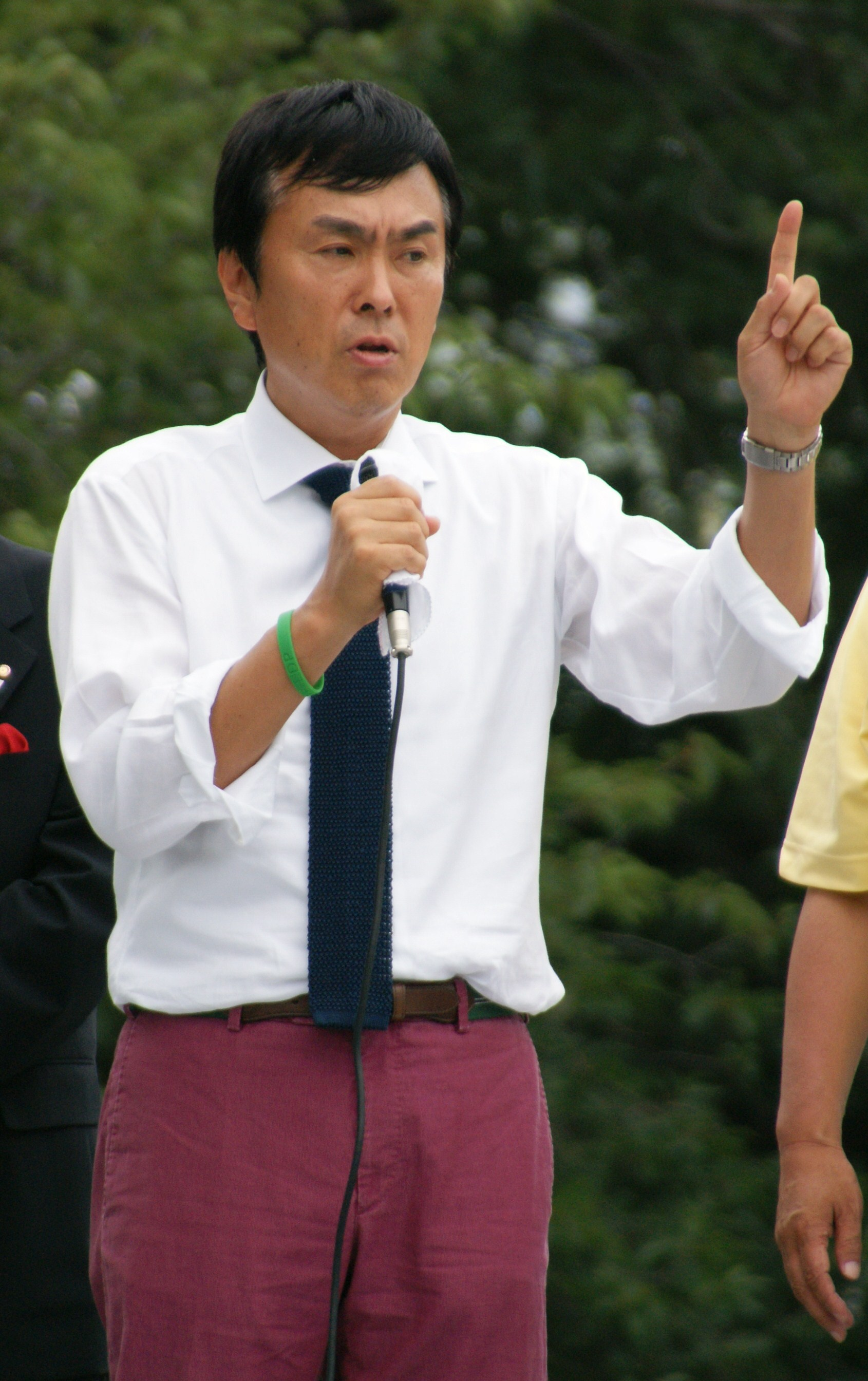
2010年、埼玉県坂戸市にて

- 父は参議院議員、環境庁長官、運輸大臣、東京都知事、日本維新の会共同代表を歴任した、石原慎太郎。慎太郎が衆議院議員（旧東京2区選出）在職中、伸晃は旧東京4区から出馬しており、慎太郎の元々の地盤であった品川区、大田区及び島嶼部を含む選挙区からの出馬経験はない。弟にタレント、気象予報士の石原良純、衆議院議員の石原宏高、画家の石原延啓がいる。父の慎太郎の旧東京2区の地盤は事実上、弟の宏高が継承した。また、父の慎太郎の葬儀の際には喪主を伸晃が務めた。
- 小泉政権の主要政策の一環である道路公団民営化を任せられ脚光を浴びたが、道路族の猛攻を抑えきれず、妥協を重ねて屈したとする評価が多い[49]。これに対し石原は「最終報告には実現不可能な部分もある」とのコメントをしている[49]。
- 「政策新人類」として若手の頃から経済・金融政策に通じた議員として注目される一方、週刊文春に「チャンスに打てない中軸打者」[3]、「“お坊ちゃま”特有の打たれ弱さは抜けそうにない。お坊ちゃま」と批判され[50]、党内からは「攻撃力に欠ける」との声や、「打たれ弱さ」と「のん気さ」ばかりが目立つとも指摘された[3]。
- 2000年11月の「加藤の乱」では、自民党からの除名も覚悟のうえで、血判状に誓いを立てて党執行部への反乱側に参加した。森内閣不信任案の採決が行われる本会議へ出席する直前、石原は岸田文雄、根本匠、塩崎恭久とともに4人だけで出陣式を行った。その乾杯の酒に選んだのがドライマティーニであった。以後、毎年同じ時期にその4人で『ドライマティーニの会』を開催し、最初の一杯は必ずドライマティーニである[51][52]。
- 2012年自民党総裁選では、谷垣禎一自民党総裁に仕える立場の幹事長でありながら自ら立候補し、結果的に谷垣を不出馬に追い込むことになった。石原は「谷垣総裁を支えてきたが、谷垣さんを支えるために政治をやってきたわけではない」[53]と述べた。谷垣は「総裁選には当然、出るつもりでいました。普通の流れでいけば、そうでしょう。だけど、党執行部から何人も出るのはおかしい。悠々与党であるときなら「勝負しようぜ」でもいいのかもしれませんが、野党のときに一心同体ぐらいのつもりでやってきた人から「出る」と言われたわけですから、言われた瞬間に「これはもう私は辞めた方がいいな」と即断しました。「私は執行部の中も統一できないんだ。頼むに足らずと批判されているんだな」という思いでしたね。それでは党をまとめていけない。私の不徳の極みです。」[54]と述べた。これに対し麻生太郎元首相は、「平成の明智光秀だ」「人間としてどうか」「あんな奴を支援する人の気が知れない」と批判したことがある[55]。
- 2016年東京都知事選挙に立候補した山口敏夫は「伸晃はもうすぐ60歳。大臣もやってる。それが5歳や10歳の子供じゃあるまし、『父ちゃん、俺たちの担いだ候補が負けそうだから、ぜひ応援して下さい』と応援ベンチに引っ張り出した」と都連会長の手腕に疑問を呈した[56]。
- 2021年1月22日、新型コロナウイルス感染が判明し、都内では症状が出ていても入院できず自宅待機を余儀なくされている感染者が数千人いるにもかかわらず[57]即入院した[58]。「発熱やせきなどの症状はなく、いわゆる〝無症状感染〟だが、不整脈などの持病があるため、大事をとって、即日入院した」ことに対して、「特別待遇」や「上級国民」との声が上がった[59]。1月8日から新型コロナウイルス対策の特別措置法に基づく緊急事態宣言が出されている中、21日には自身が率いる「近未来政治研究会」の派閥総会に出席し、さらに同派閥に所属している野田毅元自治相、坂本哲志一億総活躍担当相らと会員制のレストランで約40分間、派閥の運営を話し合いながら昼食をとっていた[59][60]。1月12日に西村康稔経済再生担当相が「昼間も外出自粛をお願いしたい。昼に皆とご飯を食べていいということではない」と語り[61]、自民党内で昼食時に弁当を配るのもやめて、夜だけでなく昼の会食も控えるよう申し合わせしていた中での21日の昼食だった[59]。

### 信仰
新宗教・崇教真光の信者である。秋季大祭の来賓の中でも石原は少年の頃、岡田光玉と岡田恵珠が自宅に訪れたエピソードを42周年秋季大祭（2001年）の祝辞にて披露した。45周年秋季大祭（2004年）では自身が組み手（信徒）であることを明らかにし、組み手としての立場をメインに祝辞を述べた。46周年秋季大祭（2005年）では中級に昇格したことを祝辞にて紹介している。
また、2009年-2010年の間に、自身が代表を務める自民党東京都第8選挙区支部の政治資金より、「会費」の名目で崇教真光に対し計36万円以上を支出している。石原はのちに「適正に処理し報告」したと述べ、政治資金からの支出ではなく本人のポケットマネーからの支出として再計上した。
一方、同じく新宗教である新生佛教教団を信仰し、同教団の山口市の本部や、東京都墨田区にある東京支部によく顔を出している、とも報道されており、石原の政治資金パーティーにおいて、同教団からの収入が計上されている。
なお、神道政治連盟国会議員懇談会にも属している。

## 政治資金
- 道路特定財源を資金源とする道路運送経営研究会（道路特定財源の一般財源化に反対している）から献金を受けている[71]。
- パチンコメーカー奥村遊機の経営者から350万円、同じくパチンコメーカーのサミーから10万円の献金を受けている[72]。
- 東京電力や関連企業がパーティー券購入額の目安として、東京電力が政治家の電力業界での重要度を査定しランク付けしていた上位10議員の内の1人であった。議員秘書等から依頼に応じパーティー券を購入し、一回あたりの購入額を政治資金収支報告書に記載義務のない20万円以下にして東電からの資金の流れが表面化しないようにしていた[73]。
- 個人献金346件について、相手（田原総一朗、杉並区議の大熊昌巳、明治大学大学院教授の青山佾など）の職業を実態に関係なく全て「団体役員」と政治資金収支報告書に記述していた。過失でなく故意ならば政治資金規正法違反（虚偽記載）の疑いがある[74]。
- 父親で都知事であった石原慎太郎の提唱で都税1000億を投入して設立された新銀行東京に対して、石原伸晃の元私設秘書が決算書類の改ざんを知りながらもブローカーの仲介を引き受け、自民党都議に口利き仲介していたことが判明している。石原伸晃事務所は「（元秘書は）既に退職しており、口利きなどについては承知していない」としている[75]。その後、慎太郎は「口利きするのは、それこそ政治家の仕事」として政治家の口利きを肯定する発言をしている[76]。
- 2003年、消費者金融業界の政治団体「全国貸金業政治連盟」（全政連）からパーティー券購入などにより資金提供を受けていたことが報じられた[77]。
- 2004年、日本歯科医師連盟前会長の臼田貞夫（贈賄容疑で逮捕。日歯連闇献金事件を参照）と関係が深く、4000万円の迂回献金を受け取っていたことが報じられた[78]。
- 2009年と2010年の2年間に、自身が代表を務める自民党東京都第8選挙区支部の政治資金より、「会費」の名目で崇教真光に対し計36万円以上を支出していたことが報じられた。石原の事務所は、適正に処理し報告したと述べた[79]。
- 2011年から2015年まで6年間に、全国たばこ販売政治連盟・全国たばこ耕作者政治連盟のいずれかから70万の資金提供を受けた。自民党たばこ議員連盟にも所属している[80]。
- 2015年、石原の政党支部が、国交省の補助金交付が決まっていた企業から寄付を受けていたことが判明した[81]。政治資金規正法では、補助金交付決定から1年以内の企業からの寄付を禁じている[81]。
- 2021年11月17日、東京都選挙管理委員会が前年分の政治資金収支報告書を公表。これにより、石原が代表を務める自民党東京都第8選挙区支部が2020年に新型コロナウイルス対策の雇用調整助成金（雇調金）を3回にわたり、計約60万8千円受け取っていたことが明らかとなった[13]。雇調金は政治団体も申請することができ、石原の事務所は「所管官庁に確認したうえで必要な書類を添付し、適切に申請し、審査いただいたものと承知しております」とコメントした。これに対し12月9日、立憲民主党の小川淳也政務調査会長は記者会見し、「極めて不適切で検証したい」と批判。国民民主党の玉木雄一郎代表も記者団の取材に応じ、「私も私設秘書を雇っているので『仕事がなくなった』と言って申請をすることもできるが、普通はやらない」と批判した[82]。

## 選挙歴
| 当落                          | 選挙                   | 施行日         | 選挙区    | 政党       | 得票数  | 得票率 (%) | 得票順位 /候補者数 | 定数 | 票差 (と次点者) | 惜敗率 (%) | 比例区 順位 | 政党当選者数 /政党候補者数 |
| ----------------------------- | ---------------------- | -------------- | --------- | ---------- | ------- | ---------- | ------------------ | ---- | --------------- | ---------- | ----------- | -------------------------- |
| 当                            | 第39回衆議院議員総選挙 | 1990年02月18日 | 旧東京4区 | 無所属     | 73,939  | 13.81      | 2/17               | 5    | 12,628          | -          | -           | -                          |
| 当                            | 第40回衆議院議員総選挙 | 1993年07月18日 | 旧東京4区 | 自由民主党 | 61,261  | 12.26      | 5/12               | 5    | 3,213           | -          | -           | -                          |
| 当                            | 第41回衆議院議員総選挙 | 1996年10月20日 | 東京8区   | 自由民主党 | 74,856  | 32.67      | 1/5                | 1    | 7,186           | -          | -           | -                          |
| 当                            | 第42回衆議院議員総選挙 | 2000年06月25日 | 東京8区   | 自由民主党 | 105,779 | 43.66      | 1/4                | 1    | 28,647          | -          | -           | -                          |
| 当                            | 第43回衆議院議員総選挙 | 2003年11月09日 | 東京8区   | 自由民主党 | 136,429 | 54.98      | 1/4                | 1    | 58,422          | -          | -           | -                          |
| 当                            | 第44回衆議院議員総選挙 | 2005年09月11日 | 東京8区   | 自由民主党 | 161,966 | 57.26      | 1/3                | 1    | 67,892          | -          | -           | -                          |
| 当                            | 第45回衆議院議員総選挙 | 2009年08月30日 | 東京8区   | 自由民主党 | 147,514 | 49.95      | 1/4                | 1    | 30,791          | -          | -           | -                          |
| 当                            | 第46回衆議院議員総選挙 | 2012年12月16日 | 東京8区   | 自由民主党 | 132,521 | 46.93      | 1/4                | 1    | 61,493          | -          | -           | -                          |
| 当                            | 第47回衆議院議員総選挙 | 2014年12月14日 | 東京8区   | 自由民主党 | 116,193 | 47.56      | 1/4                | 1    | 42,845          | -          | -           | -                          |
| 当                            | 第48回衆議院議員総選挙 | 2017年10月22日 | 東京8区   | 自由民主党 | 99,863  | 39.22      | 1/6                | 1    | 23,580          | -          | -           | -                          |
| 落                            | 第49回衆議院議員総選挙 | 2021年10月31日 | 東京8区   | 自由民主党 | 105,381 | 37.17      | 2/3                | 1    | -               | 76.73      | 8           | 6/28                       |
| 当選回数10回 （衆議院議員10） |                        |                |           |            |         |            |                    |      |                 |            |             |                            |

## 所属団体・議員連盟
- 自民党たばこ議員連盟（副会長）[83][84]
- 神道政治連盟国会議員懇談会[70][85]
- みんなで靖国神社に参拝する国会議員の会[85]
- 創生「日本」[85]
- 日華議員懇談会
- 日本フィリピン友好議員連盟（会長）[86]
- たばこと健康を考える議員連盟
- 日朝国交正常化推進議員連盟
- 政教分離を貫く会
- 憲法20条を考える会（事務局）
- 東京都軟式野球連盟（顧問）
- 衆議院日仏友好議員連盟（会長）
- 小規模企業税制確立議員連盟
- 正しいことを考え実行する会（事務局長）
- 自民党外交調査会（会長代行）[87]
- 日本の印章制度・文化を守る議員連盟（顧問）[88]

## 略歴
- 1970年 - 鎌倉市立御成小学校卒業。小学校時代は逗子市新宿（披露山）に居住していたが、隣の鎌倉市にある御成小学校に脱法的行為である越境入学という形を採り、毎日母親の運転する自家用車が校門前まで送迎する形で通学していた。
- 1973年 - 慶應義塾普通部卒業。
- 1976年 - 慶應義塾高等学校卒業。
- 1978年 - エルマイラ大学[89]（ニューヨーク州エルマイラ）留学。
- 1981年 - 慶應義塾大学文学部社会学科（都市社会学専攻）卒業後、日本テレビ放送網に入社し、大蔵省・外務省・首相官邸などを担当する報道局政治部記者を務める。
- 1989年 - 日本テレビを退社。
- 1990年 - 第39回衆議院議員総選挙では旧東京4区から保守系無所属として立候補し、2位で初当選（同選挙区1位は自民党の粕谷茂）。この時の第一秘書は、後に民主党衆議院議員となった長島昭久。
- 1993年 - 第40回衆議院議員総選挙では自民党公認で立候補し、最下位の5位で再選。党財政部会副部会長に就任。
- 1994年 - 党財政部会長に就任。
- 1996年 - 小選挙区比例代表並立制導入後初の第41回衆議院議員総選挙に東京8区から立候補し、後に杉並区長に就任する新進党の山田宏を約7千票差で下し、3選。通商産業政務次官に就任。
- 2001年 - 規制改革担当大臣に就任し、初入閣。
- 2003年 - 国土交通大臣に就任（〜2004年9月）。
- 2004年 - 党金融調査会長に就任。
- 2005年
  - 党道路調査会長に就任。
  - 11月 - 法務委員長に就任。
- 2006年
  - 9月 - 自由民主党幹事長代理に就任。党選挙対策本部副本部長、党改革実行本部長を兼務。
- 2007年
  - 8月 - 自由民主党政務調査会長に就任。
  - 12月 - 近未来政治研究会（山崎派）に入会。
- 2008年
  - 9月 - 自由民主党総裁選挙に立候補したが、4位で落選。51歳5ヶ月は総裁選立候補者としては歴代最年少。麻生執行部で党幹事長代理に就任。
- 2009年
  - 7月 - 東京都議会議員選挙での敗北の責任を取り、東京都連会長を辞任する意向を表明。しかし、第45回衆議院議員総選挙が迫っているとして、辞任は認められず。
  - 8月 - 第45回衆議院議員総選挙で東京8区から公明党の推薦を受け立候補し、保坂展人に圧勝し7選。自民党が下野した直後の自由民主党総裁選挙では谷垣禎一の推薦人に名を連ねた。新総裁・谷垣の下で党組織運動本部長に就任。また東京都連会長に再任。
- 2010年
  - 4月 - 政権力委員会（ネクスト・ジャパン）発足に伴い、政調会長の石破茂、広報本部長の小池百合子と共に本部長代理に就任。
  - 9月 - 自由民主党幹事長に就任[90]。
- 2011年
  - 9月 - 自由民主党幹事長に再任。
- 2012年
  - 9月 - 自由民主党総裁選挙に立候補したが、3位で落選。
  - 12月 - 近未来政治研究会第2代会長に就任。第46回衆議院議員総選挙に東京8区から立候補し、8選。環境大臣、内閣府特命担当大臣（原子力防災）に就任（〜2014年9月）。
- 2014年
  - 12月 - 第47回衆議院議員総選挙に東京8区から立候補し、9選。
- 2016年
  - 1月 - 甘利明の辞任に伴い、内閣府特命担当大臣（経済財政政策）に就任。
- 2017年
  - 10月 - 第48回衆議院議員総選挙に東京8区から立候補し、10選[91]。
- 2019年
  - 1月 - 党金融調査会顧問に就任。
- 2021年
  - 11月 - 第49回衆議院議員総選挙に東京8区から小選挙区で立候補し、2位で敗れ（同選挙区1位は吉田晴美）、重複立候補した比例代表の東京ブロックでも惜敗率でおよばず、落選[92]。
  - 12月6日 - 内閣官房参与（観光立国その他特命担当）に就任[93]。自身の事務所がコロナ助成金を受領していたことが批判を浴び、10日、辞任[94]。

## 賞
- 2001年 - 第30回ベストドレッサー賞政治・経済部門。
- 2001年 - 日本歯科医師会のベスト・スマイル・オブ・ザ・イヤー男性部門。
- 2018年 - レジオン・ドヌール勲章オフィシエ[95]

## 家族・親族

### 石原家
（愛媛県松山市・八幡浜市・大洲市、兵庫県神戸市須磨区、北海道小樽市、神奈川県逗子市、東京都）
- 祖父・潔（山下汽船社員）

1899年（明治32年）12月生 〜 1951年（昭和26年）10月没
愛媛県喜多郡長浜町（現大洲市）生まれ。父（石原４兄弟の曾祖父）・信直は警察官だった。宇和島中学（現在の宇和島東高校）中退。14歳で山下汽船に店童として入社した。店童あがりだったにもかかわらず、最後は関連会社の重役にまで出世した。
- 祖母・光子 （広島県、加藤三之助の娘）

1909年（明治42年）9月生 〜 1992年（平成4年）6月没。
- 叔父・裕次郎（俳優、演歌歌手）

1934年（昭和9年）12月生 〜 1987年（昭和62年）7月没。
- 父・慎太郎（作家、政治家・衆議院議員、元東京都知事）

1932年（昭和7年）9月生〜 2022年（令和4年）2月没。葬儀では伸晃が喪主を務めた。
- 母・典子（神奈川県、石田光治の娘）

1938年（昭和13年）1月生〜 2022年（令和4年）3月没。
- 弟・良純（俳優・気象予報士）、宏高（政治家・衆議院議員）、延啓（画家）。
- 妻・里紗

伸晃は1988年（昭和63年）、女優・女性タレントであった田中理佐と結婚、衆議院議員選挙に初当選した1990年（平成2年）には女児が誕生した。第2子として1993年（平成5年）に誕生した長男には先天性動静脈瘻があり、2度の外科手術を受けたものの生後5ヶ月で死亡した。1999年（平成11年）、次男となる男児が誕生した。
結婚時、伸晃の母親・典子から画数の不良を指摘された田中は、自身の名前を出生名であった「理佐」から「里紗」へ改めている。
系図
|            |            |            |            |            |            |  |  |          |          |          |          |          |          |  |  |            |      |      |      |      |      |  |  | 里紗     |  |  |  |  |  |
|            |            |            |            |            |            |  |  | 石田光治 | 石田光治 | 石田光治 | 石田光治 | 石田光治 | 石田光治 |  |  | 典子       | 典子 | 典子 | 典子 | 典子 | 典子 |  |  |          |  |  |  |  |  |
|            |            |            |            |            |            |  |  | 石田光治 | 石田光治 | 石田光治 | 石田光治 | 石田光治 | 石田光治 |  |  | 典子       | 典子 | 典子 | 典子 | 典子 | 典子 |  |  |          |  |  |  |  |  |
|            |            |            |            |            |            |  |  |          |          |          |          |          |          |  |  |            |      |      |      |      |      |  |  | 石原伸晃 |  |  |  |  |  |
|            |            |            |            |            |            |  |  |          |          |          |          |          |          |  |  |            |      |      |      |      |      |  |  |          |  |  |  |  |  |
|            |            |            |            |            |            |  |  |          |          |          |          |          |          |  |  |            |      |      |      |      |      |  |  | 石原良純 |  |  |  |  |  |
|            |            |            |            |            |            |  |  |          |          |          |          |          |          |  |  |            |      |      |      |      |      |  |  |          |  |  |  |  |  |
|            |            |            |            |            |            |  |  |          |          |          |          |          |          |  |  |            |      |      |      |      |      |  |  | 石原宏高 |  |  |  |  |  |
|            |            |            |            |            |            |  |  |          |          |          |          |          |          |  |  |            |      |      |      |      |      |  |  |          |  |  |  |  |  |
|            |            |            |            |            |            |  |  |          |          |          |          |          |          |  |  |            |      |      |      |      |      |  |  | 石原延啓 |  |  |  |  |  |
|            |            |            |            |            |            |  |  |          |          |          |          |          |          |  |  |            |      |      |      |      |      |  |  |          |  |  |  |  |  |
|            |            |            |            |            |            |  |  |          |          |          |          |          |          |  |  | 石原慎太郎 |      |      |      |      |      |  |  |          |  |  |  |  |  |
|            |            |            |            |            |            |  |  |          |          |          |          |          |          |  |  |            |      |      |      |      |      |  |  |          |  |  |  |  |  |
| 石原信直   | 石原信直   | 石原信直   | 石原信直   | 石原信直   | 石原信直   |  |  | 石原潔   | 石原潔   | 石原潔   | 石原潔   | 石原潔   | 石原潔   |  |  |            |      |      |      |      |      |  |  |          |  |  |  |  |  |
| 石原信直   | 石原信直   | 石原信直   | 石原信直   | 石原信直   | 石原信直   |  |  | 石原潔   | 石原潔   | 石原潔   | 石原潔   | 石原潔   | 石原潔   |  |  |            |      |      |      |      |      |  |  |          |  |  |  |  |  |
|            |            |            |            |            |            |  |  |          |          |          |          |          |          |  |  |            |      |      |      |      |      |  |  |          |  |  |  |  |  |
|            |            |            |            |            |            |  |  |          |          |          |          |          |          |  |  |            |      |      |      |      |      |  |  |          |  |  |  |  |  |
| 加藤三之助 | 加藤三之助 | 加藤三之助 | 加藤三之助 | 加藤三之助 | 加藤三之助 |  |  | 光子     | 光子     | 光子     | 光子     | 光子     | 光子     |  |  |            |      |      |      |      |      |  |  |          |  |  |  |  |  |
| 加藤三之助 | 加藤三之助 | 加藤三之助 | 加藤三之助 | 加藤三之助 | 加藤三之助 |  |  | 光子     | 光子     | 光子     | 光子     | 光子     | 光子     |  |  |            |      |      |      |      |      |  |  |          |  |  |  |  |  |
|            |            |            |            |            |            |  |  |          |          |          |          |          |          |  |  | 石原裕次郎 |      |      |      |      |      |  |  |          |  |  |  |  |  |
|            |            |            |            |            |            |  |  |          |          |          |          |          |          |  |  |            |      |      |      |      |      |  |  |          |  |  |  |  |  |
|            |            |            |            |            |            |  |  |          |          |          |          |          |          |  |  |            |      |      |      |      |      |  |  |          |  |  |  |  |  |
|            |            |            |            |            |            |  |  |          |          |          |          |          |          |  |  | まき子     |      |      |      |      |      |  |  |          |  |  |  |  |  |

## その他
- 日中国会議員書画展へ書画を提供している[98]。
- 1989年、オウム真理教の麻原彰晃は石原伸晃の盗聴を計画、林泰男が実行を試みたが、4世帯住宅で4つ回線があり面倒であるため中止された[99]。
- 2022年11月16日、日本テレビの『人生が変わる1分間の深イイ話』で、弟の石原良純と一緒にした初のロケ映像などが放送される。